# Laurent Viérin
Laurent Viérin, né le 7 août 1975 à Aoste, est un homme politique italien, originaire de la Vallée d'Aoste. Son expérience politique est liée à l'Union valdôtaine, parti autonomiste de la Vallée d'Aoste. Il est président de la région du 13 octobre 2017 au 27 juin 2018.

## Biographie

### Naissance et jeunesse
Laurent Viérin naît le 7 août 1975 à Aoste.
Originaire de Jovençan, il est le fils de Dino Viérin, homme politique et ancien président de la région, et de Claudine Ottin, ancienne directrice du Bureau régional de la langue française.
Il obtient une maîtrise en sciences politiques et administratives.

### Activité politique
Il adhère en 1990 à la Jeunesse Valdôtaine, mouvement des jeunes de l'Union valdôtaine. Il est élu au conseil communal de Jovençan en 1995 et réélu en tant qu'assesseur de la culture, des sports et des politiques sociales en 2000. Élu au Conseil de la Vallée d'Aoste lors du scrutin de juin 2003, il y occupe la charge de conseiller-secrétaire du 8 juillet 2003 au 26 juillet 2006, date à laquelle il devient assesseur régional de l'éducation et de la culture dans le gouvernement dirigé par Auguste Rollandin. Il est également membre de la commission permanente du Conseil « Services sociaux » à partir du 8 juillet 2003 et secrétaire de celle-ci du 20 juillet 2005 au 22 juillet 2006 et membre de la commission permanente du Conseil « Institutions et autonomies » à partir du 8 juillet 2003 et secrétaire de celle-ci du 22 février 2006 au 26 juillet 2006.
Son mandat est renouvelé aux élections régionales du 25 mai 2008. Le 1er juillet suivant, il est reconduit dans ses fonctions au sein de l'exécutif valdôtain.
Durant son mandat, différentes actions sont menées dans le domaine culturel en Vallée d'Aoste, notamment la restitution du théâtre romain d'Aoste (après plusieurs années de travaux de restauration), de nombreux efforts déployés dans le domaine scolaire et l'introduction de langue valdôtaine dans les écoles primaires, la constitution de la Film commission Vallée d'Aoste, et plusieurs autres réalisations.
À la suite d'un désaccord avec les dirigeants de l'Union valdôtaine et en particulier avec le président de la région Auguste Rollandin, il démissionne de la charge d'assesseur régional. Le Conseil de la Vallée en prend acte lors de la séance du 5 décembre 2012. Peu de temps après, il rejoint l'Union valdôtaine progressiste (UVP), nouvellement créée. En mai 2013, il dirige la coalition Autonomie Liberté Démocratie qui remporte 15 sièges lors des élections régionales dont 7 pour l'UVP.
Le 7 mai 2016, il revient au gouvernement valdôtain comme assesseur à la santé, au bien-être et aux politiques sociales dans l'équipe d'Auguste Rollandin. Le 10 mars 2017, il devient assesseur à l’agriculture et aux ressources naturelles et vice-président du gouvernement, cette fois dirigé par Pierluigi Marquis. Après la démission de ce dernier, le 11 octobre suivant, il assure l'intérim à la tête de la région avant d'être élu deux jours plus tard président de celle-ci,.
À ce titre, il succède également à Marquis comme membre du Comité européen des régions pour un mandat qui court jusqu'au 25 janvier 2020.
À la suite des élections régionales du 20 mai 2018, un nouveau gouvernement de la région autonome est formé, dirigé par Nicoletta Spelgatti, qui entre en fonction le 27 juin suivant.
Après l'adoption d'une motion de censure contre l'équipe de Nicoletta Spelgatti, Antoine Fosson est élu président de la région le 10 décembre 2018 et forme un nouveau gouvernement dans lequel Laurent Viérin occupe le poste d'assesseur au tourisme, au sport, au commerce, à l'agriculture et aux biens culturels. Le 14 décembre 2019, les deux hommes remettent leur démission en raison de liens supposés avec la mafia.

## Distinctions
Il est nommé chevalier des arts et des lettres le 26 novembre 2012.